# Мехмед Баждаревић
Мехмед Баждаревић (Вишеград, 28. септембар 1960) је бивши југословенски и босанскохерцеговачки фудбалер, а тренутно фудбалски тренер.

## Каријера

### Играчка
Сениорску каријеру започео је у сарајевском Жељезничару, где је играо од 1979. до 1987. године. Био је члан чувене генерације плавих, под вођством тренера Ивице Осима, која је у сезони 1984/85. постигла један од највећих успеха у историји клуба када су играли полуфинале УЕФА купа против Видеотона и играли су пре тога финале Купа Југославије 1981. године.
У сезони 1984/85. проглашен је за најбољег играча бивше државе, а исте сезоне изабран је у најбољи тим Европе. 1986. је поново проглашен најбољим играчем Југославије. За Жељезничар је у 9 сезона проведених у клубу одиграо 229 првенствених утакмица и постигао 22 гола.
За француски Сошо је потписао 1987. и у њему остао до 1996. године. За Сошо је одиграо укупно 308 првенствених утакмица и постигао 20 голова, а укупно 357 рачунајући домаће и европске купове. У Сошоу је играо заједно са Фаруком Хаџибегићем, а највећи успех са тим клубом је било финале Купа Француске 1988, када је Сошо изгубио на пенале.
Године 1996, прелази у Ним Олимпик, где је играо у сезони 1996/97. и првом делу сезоне 1997/98. Играчку каријеру завршава 1998. у швајцарском клубу Етоал Каруж.

### Тренерска
Тренерску каријеру је почео у Сошоу где је био помоћник и тренер резервног тима. Први посао на месту главног тренера имао је у Истру, кога је из друге француске лиге у сезони 2003/04. увео у прву лигу, што је био највећи успех у историји клуба, а Баждаревић је такође добио награду за најбољег тренера Лиге 2 2004. Због лоших резултата у елитном рангу следеће сезоне, он је у јануару 2005. смењен са функције тренера.
Дана 16. јула 2005. је преузео туниски Етоал ду Сахел, са којим је 2005. стигао до финала Афричке Лиге шампиона. 12. априла 2005. је отпуштен након пораза од 1:0 на домаћем терену, који је коштао клуб шампионске титуле. Водио је катарски клуб Ал Вакра током сезоне 2006/07.
Од децембра 2007. до децембра 2010. седео је на клупи француског Гренобла, са којим је на крају сезоне 2007/08. изборио повратак у Прву лигу Француске.
Дана 10. јуна 2011. је изабран за првог тренера Сошоа, клуба за који је претходно играо. 6. марта 2012. је смењен због лоших резултата.

## Репрезентација
Баждаревић је био члан репрезентације до 20 година, младе (до 21) и олимпијске репрезентације Југославије. Као капитен је предводио репрезентацију на Светском првенству за играче до 20 година 1979.
За сениорску репрезентацију Југославије је дебитовао 23. априла 1983. у пријатељској утакмици са репрезентацијом Француске у Паризу.
Био је члан југословенске репрезентације на Европском првенству 1984. у Француској, где је одиграо три утакмице. Такође је био члан екипе која је освојила бронзу на Олимпијским играма 1984. у Лос Анђелесу. Због пљувања у правцу судије и искључења на квалификационој утакмици 1989. са Норвешком (1:0), кажњен је од стране ФИФА и пропустио је Светско првенство 1990. у Италији.
Последњи меч у дресу Југославије је одиграо 25. марта 1992. у пријатељској утакмици са репрезентацијом Холандије у Амстердаму. За репрезентацију Југославије је укупно одиграо 54 утакмице, уз 4 постигнута гола.
Након распада СФРЈ, био је капитен репрезентације Босне и Херцеговине, За репрезентацију БиХ је почео да игра 1992, али пошто национални тим није био признат од ФИФА до 1995. ти мечеви нису урачунати. Наступао је за БиХ у квалификацијама за Светско првенство 1998. За репрезентацију Босне и Херцеговине је укупно одиграо 11 утакмица, без постигнутог гола.